# Kittelberget, Krokoms kommun
Kittelberget är en by i Offerdals socken, Krokoms kommun, Jämtland. Byn ligger norr om Landösjön (Nola sjön). Byarna i trakten började bebyggas 1820-1830. 
I Kittelberget finns fortfarande ett aktivt jordbruk. Vid Kittelbergets gårdsmejeri tillverkas ost och smör. 